# Парусный спорт на летних Олимпийских играх 1908 — 8 метров
Соревнования в парусном спорте в классе 8 метров на летних Олимпийских играх 1908 прошли с 27 по 29 июля. Приняли участие пять команд из четырёх стран по пять спортсменов.

## Призёры
| Золото                                                                                | Серебро                                                                                   | Бронза                                                                                    |
| Великобритания Артур Вуд · Блэр Кокрейн · Чарльз Кэмпбелл · Джон Роудз · Генри Саттон | Швеция Эрик Валлериус · Харальд Валлин · Эрик Сандберг · Эдмунд Турмелен · Карл Хеллстрём | Великобритания Джордж Ретси · Уильям Уорд · Филипп Ханлоук · Альфред Хьюз · Фредерик Хьюз |

## Соревнование
| Место | Спортсмены                                                                            | Место   | Место   | Место   | Очки    | Очки    | Очки    | Очки  |
| Место | Спортсмены                                                                            | 1 гонка | 2 гонка | 3 гонка | 1 гонка | 2 гонка | 3 гонка | Всего |
| ----- | ------------------------------------------------------------------------------------- | ------- | ------- | ------- | ------- | ------- | ------- | ----- |
| 1     | Великобритания Артур Вуд, Блэр Кокрейн, Чарльз Кэмпбелл, Джон Роудз, Генри Саттон     | 1       | 1       | 4       | 3       | 3       | —       | 6     |
| 2     | Швеция Эрик Валлериус, Харальд Валлин, Эрик Сандберг, Эдмунд Турмелен, Карл Хеллстрём | 5       | 4       | 1       | —       | —       | 3       | 3     |
| 3     | Великобритания Джордж Ретси, Уильям Уорд, Филипп Ханлоук, Альфред Хьюз, Фредерик Хьюз | 2       | 3       | 2       | 2       | 1       | 2       | 5     |
| 4     | Норвегия Юхан Анкер, Магнус Конов, Хагбарт Стеффенс, Эйлер Фальш-Лунд, Эйнар Хвослеф  | 3       | 2       | 3       | 1       | 2       | 1       | 4     |
| 5     | Швеция Юхан Карлсон, Ялмар Лённрот, Карл Льюнгберг, Аугуст Олсон, Эдвин Хагберг       | 4       | DNF     | 5       | —       | —       | —       | 0     |